# Le Mée (Eure-et-Loir)
Le Mée település Franciaországban, Eure-et-Loir megyében. Lakosainak száma 264 fő (2018. január 1.). Le Mée Thiville, Membrolles és Verdes községekkel határos.

## Népesség
A település népességének változása:
| Lakosok száma | 265  | 265  | 234  | 222  | 209  | 267  | 262  | 267  | 265  | 264  |
|               | 1968 | 1975 | 1982 | 1990 | 1999 | 2011 | 2013 | 2015 | 2017 | 2018 |